# Санкт Вендел
Санкт Вендел (њем. St. Wendel) општина је у њемачкој савезној држави Сарланд. Једно је од 8 општинских средишта округа Санкт Вендел. Према процјени из 2010. у општини је живјело 26.582 становника. Посједује регионалну шифру (AGS) 10046117.

## Географски и демографски подаци
Санкт Вендел се налази у савезној држави Сарланд у округу Санкт Вендел. Општина се налази на надморској висини од 260–400 метара. Површина општине износи 113,5 km². У самом мјесту је, према процјени из 2010. године, живјело 26.582 становника. Просјечна густина становништва износи 234 становника/km².

## Међународна сарадња
| Мјесто        | Држава    | Врста сарадње | Од    |
| ------------- | --------- | ------------- | ----- |
|               | САД       | партнерство   | 1988. |
| Сао Венделино | Бразил    | партнерство   | 2000. |
|               | Француска | партнерство   | 1973. |
| Извор         |           |               |       |